# 全国音楽出版組合 (フランス)
全国音楽出版組合（ぜんこくおんがくしゅっぱんくみあい、仏: Syndicat national de l'édition phonographique、略称 SNEP）は、フランスの音楽産業の権益を保護するために作られた業界団体。1922年に設立され、48の企業が参加している。
SNEP の役割には、放送および公演におけるロイヤリティの徴収と配分、会員企業の作品に対する（違法コピーを含む）著作権侵害の防止、レコードとビデオに関するゴールドディスク認定、（シングルとアルバムに関する）フランスにおける売上を反映した4種の週間公式チャートの作成が挙げられる。

## 公式チャート
SNEP はフランスでの売上を反映したチャートを作成している。
2002年9月以降の公式チャートは次の通りである。
- 最多売上シングルの週間トップ100
- 最多売上アルバムの週間トップ150 (*)
- 最多売上コンピレーションの週間トップ40 (*)
- 廉価販売アルバム・コンピレーションの最多売上トップ40

なお (*) 印をつけたチャートは、最初のリリースから2年以上経過しておらず、かつ定価が10ユーロ以上の作品を対象とする。それ以外のアルバムやコンピレーションは廉価販売のチャートにカテゴライズされる。

## ゴールドディスク認定枚数

### アルバム
| 期間                | シルバー | ゴールド     | ダブル・ ゴールド | プラチナ     | ダブル・ プラチナ | トリプル・ プラチナ | ダイアモンド  |
| ------------------- | -------- | ------------ | ----------------- | ------------ | ----------------- | ------------------- | ------------- |
| 開始                | 1999年   | 1973年1月1日 | 1988年            | 1980年5月1日 | 1988年11月1日     | 1988年11月1日       | 1988年11月1日 |
| - 1988年10月30日    | 50,000   | 100,000      |                   | 400,000      |                   |                     |               |
| - 2006年6月30日     | 35,000   | 100,000      | 200,000           | 300,000      | 600,000           | 900,000             | 1,000,000     |
| - 2009年6月30日     | 廃止     | 75,000       | 廃止              | 200,000      | 400,000           | 600,000             | 750,000       |
| 2009年7月1日 - 現在 | 廃止     | 50,000       | 廃止              | 100,000      | 200,000           | 300,000             | 500,000       |

### シングル
| 期間                | シルバー     | ゴールド     | プラチナ     | ダイアモンド |
| ------------------- | ------------ | ------------ | ------------ | ------------ |
| 開始                | 1985年7月1日 | 1973年1月1日 | 1980年5月1日 | 1997年1月2日 |
| - 1988年10月30日    | 250,000      | 500,000      | 1,000,000    |              |
| - 1999年2月28日     | 200,000      | 400,000      | 800,000      |              |
| - 2005年4月30日     | 125,000      | 250,000      | 500,000      | 750,000      |
| - 2009年6月30日     | 100,000      | 200,000      | 300,000      | 500,000      |
| 2009年7月1日 - 現在 | 廃止         | 150,000      | 250,000      | 400,000      |

### ビデオ
| 期間                   | ゴールド | プラチナ | ダブル・ プラチナ | トリプル・ プラチナ | ダイアモンド |
| ---------------------- | -------- | -------- | ----------------- | ------------------- | ------------ |
| 1989年 - 2009年6月30日 | 10,000   | 20,000   | 40,000            | 60,000              | 100,000      |
| 2009年7月1日 - 現在    | 7,500    | 15,000   | 30,000            | 45,000              | 60,000       |